# Condado de Payne
O Condado de Payne é um dos 77 condados do estado americano do Oklahoma. A sede do condado é Stillwater, que é também a sua maior cidade.
O condado tem uma área de 1805 km² (dos quais 28 km² estão cobertos por água), uma população de 68 190 habitantes, e uma densidade populacional de 38,4 hab/km² (segundo o censo nacional de 2000). O condado foi fundado em 1907 e o seu nome é uma homenagem ao soldado e pioneiro David L. Payne (1836-1884), considerado por muitos como o "Pai do Oklahoma" por incentivar à sua colonização.